# كعبرة
الكعبرة (بالإنجليزية: Radius (bone))‏ هي أحد عظمتي منطقة الساعد، تصل المرفق مع الرسغ.
و تقع عظمة الكعبرة على يسار عظمة الزند. ويمر العصب الكعبري من خلال القناة الكعبرية مع أعصاب العضد العميقة.
تعريف آخر: الكعبرة أو عظمة الكعبرة هي إحدى عظمتي الساعد الكبيرتين، الأول كعبرة والأخر زند. الكعبرة تمتد من الجزء الجانبي من الكوع إلى جانب الإبهام من المعصم ويسير بشكل مواز للزند، وهو ما يتجاوز ذلك في الطول والحجم. هي عظمة على شكل منشور ومنحنية قليلا طوليا. في الكعبرة تتقاطع مع العضد رأسيا وأيضا الزند يتقاطع رأسيا مع العضد. الكعبرة هي العظمة المقابلة للساق في الأسفل .
كلمة radius)) اللاتينية نسبة ل «راي». في سياق الكعبرة، ويمكن اعتبارها كشعاع تدور حول محور خط يمتد قطريا من مركز الرأس إلى مركز الزند البعيد. في حين أن الزند هو المساهم الرئيسي في مفصل الكوع، والكعبرة تساهم في المقام الأول إلى مفصل الرسغ.

## التركيب
التجويف النخاعي الضيق الطويل مغطى بجدار سميك من العظم المضغوط . هو الأكثر سماكة مابين العظام الخارجية والأكثر نحافة في الأطراف . حفظ على شكل مفصلي للسطح من الرأس
الترابيق من الأنسجة الأسفنجية هي مقوسة في الحد العلوي وتكون مدمجة من الرمح للرأس، هي تكون متقاطعة بواسطة عظام أخرى موازية للسطح من النقرة . الترتيب في الطرف السفلي تقريبا مشابه للطرف العلوي ولكن يفقد إلى النسيج الشعاعي .
الكعبرة لها جسم واثنين من الأطراف . الطرف العلوي من الكعبرة يتكون من رأس اسطواني يتقاطع مع الزند والعضد والرقبة والحدبة المزدوجة . جسم الكعبرة لايحتاج إلى تفسير لانه يفسر نفسه بتركيبه والجزءالسفلي من الكعبرة تقريبا رباعي في الشكل مع التقاطع الجانبي للزند، والزورقي والعظم الهلالي .الجزء البعيد من الكعبرة يشكل نقطة واضحة تسمى عملية الابري . مابين العظمة القريبة والبعيدة يوجد مفاصل للكعبرة والزند . وينشأ غشاء بالوسط مع طول جسم عظمة الكعبرة لتلامس الكعبرة والزند

## تواصل أو مرافق العضلات
العضلة ذات الرأسين تدرج على الحدبة الشعاعي من الطرف العلوي من العظم . جسم العظمة الثالث العلوي يلامس العضلة الباسطة، والعضلة المثنية للاصباع السطحية . والعضلات المثنية الطويلة لإبهام اليد .الجسم الوسطي الثالث يلامس تعلق على ابهام اليد الباسطة .

## صور

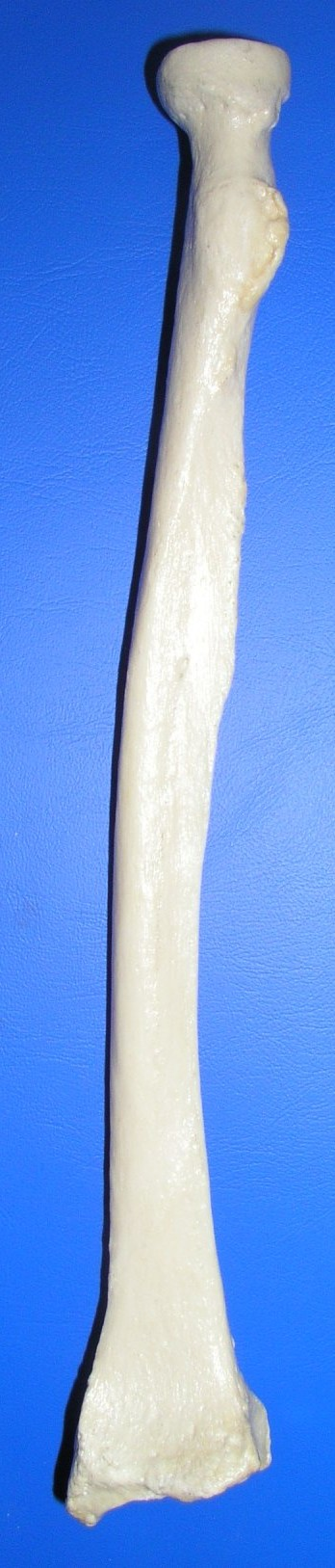
Radius l. dx. - ant. view
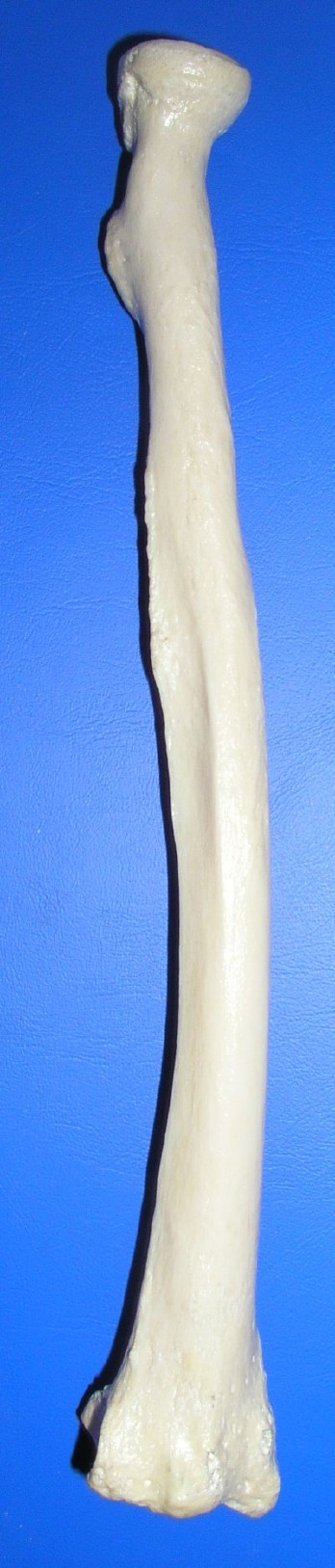
Radius l. dx. - post. view
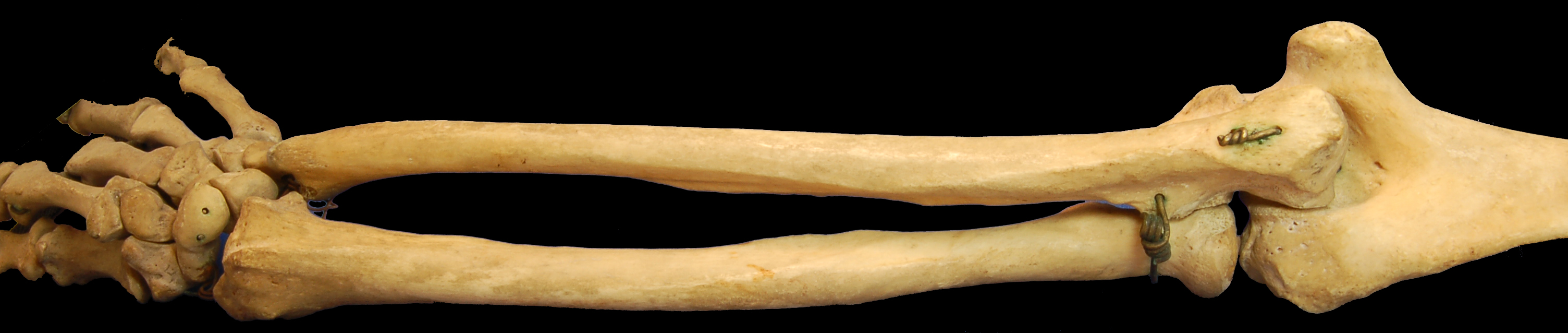
Right human radius and ulna - post. view
Human arm bones diagram
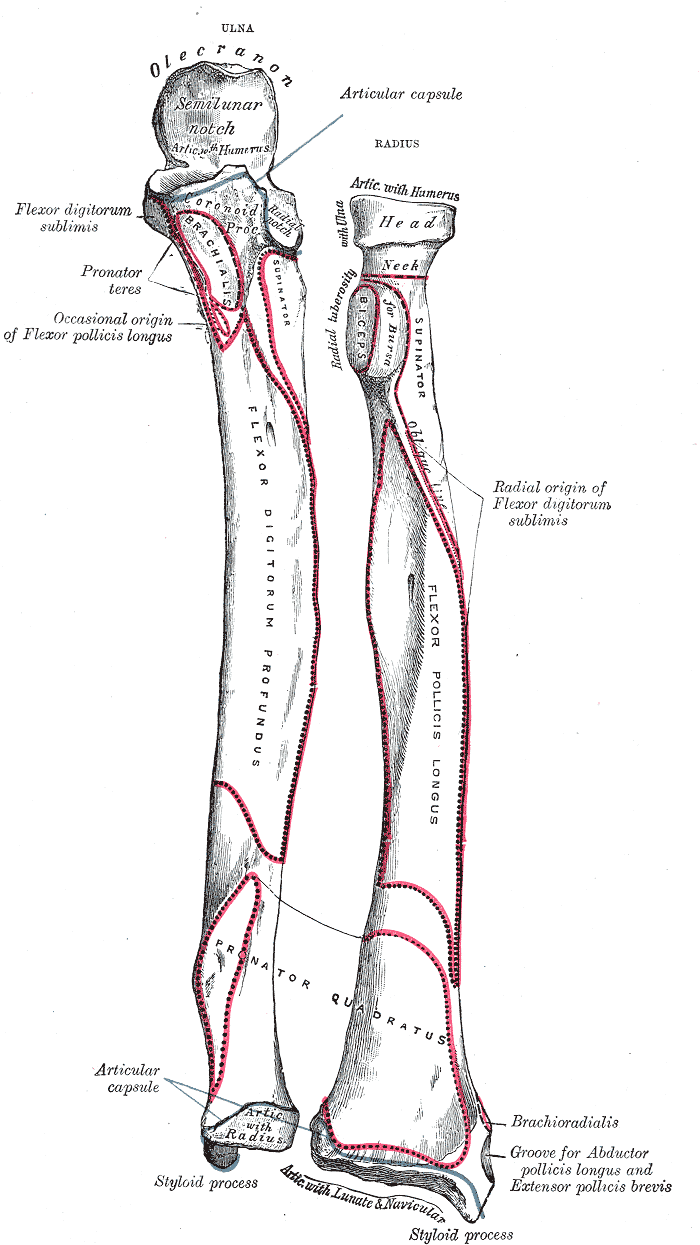
عظم الكعبرة و عظم الزند للساعد الأيسر ، نظرة أمامية. الجزء الأعلى هو القريب (المرفق) والجزء الأسفل هو البعيد (رسغ اليد)
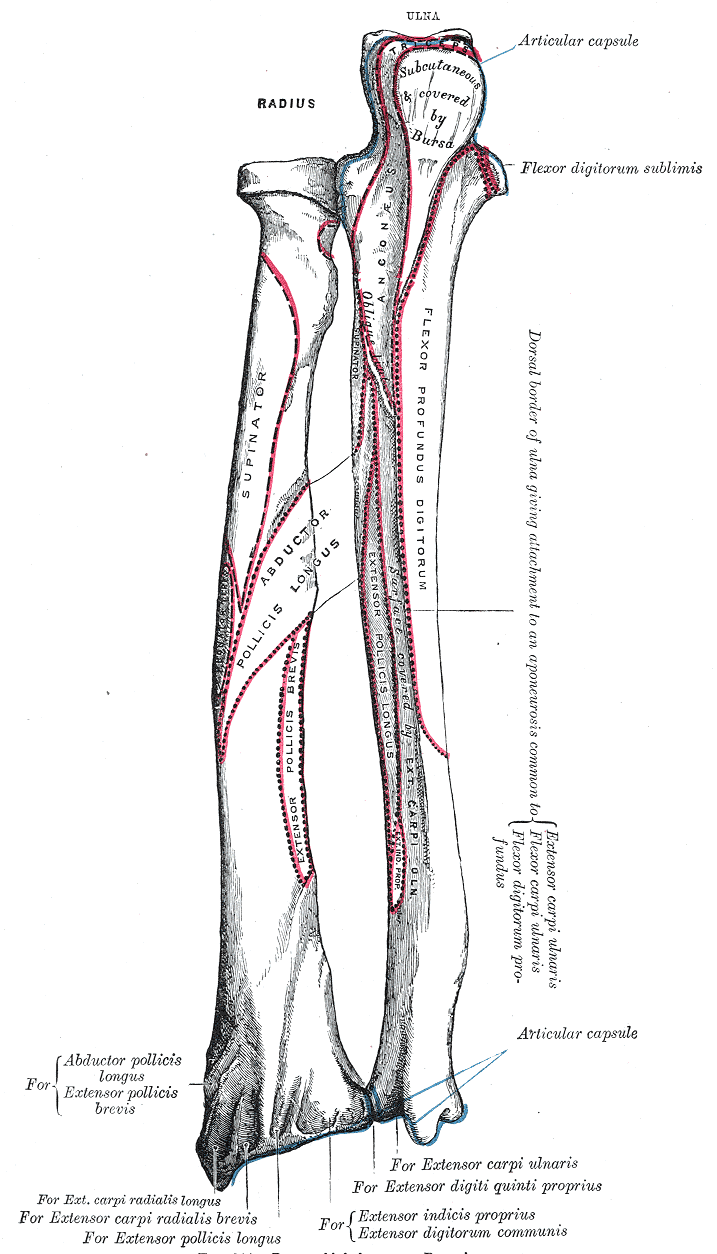
عظم الكعبرة و عظم الزند للساعد الأيسر ، من الخلف. الجزء الأعلى هو القريب (المرفق) والجزء الأسفل هو البعيد (رسغ اليد)
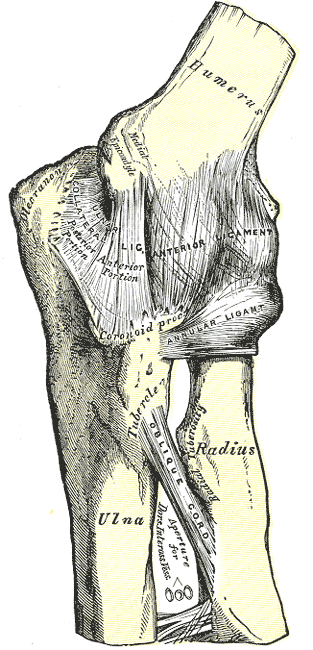
Left elbow-joint, showing anterior and ulnar collateral ligaments
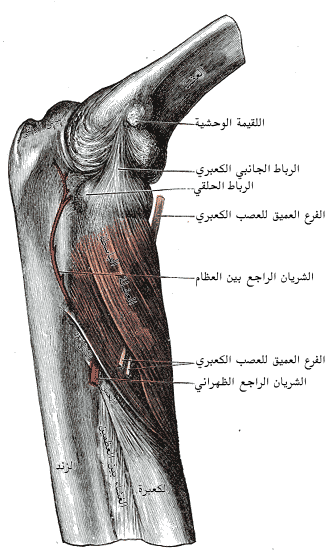
The Supinator
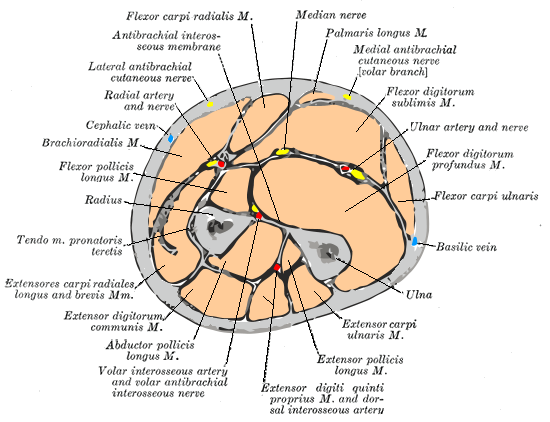
Cross-section through middle of forearm
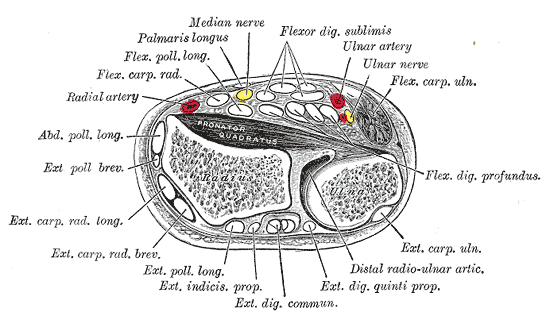
Transverse section across distal ends of radius and ulna